# ドワイト駅
ドワイト駅（英語：Dwight Station）は、イリノイ州ドワイト ウェスト・メイン・ストリート119にある駅。全米各地を結ぶ旅客鉄道のアムトラックが乗り入れている。

## 利用可能な鉄道路線／列車
アムトラックのドワイト駅に発着する列車は、下記の通り。
- シカゴとセントルイス間の昼行中距離列車リンカーン・サービス（英語版）…1日4往復停車[6]